# إيان أرمسترونغ (سياسي)
إيان أرمسترونغ (بالإنجليزية: Ian Armstrong)‏ هو سياسي أسترالي، ولد في 17 يوليو 1937. حزبياً، نشط في الحزب الوطني الأسترالي. وقد انتخب عضو الجمعية التشريعية نيو ساوث ويلز.